# Brigadni
Brigadni - Бригадный (rus) - és un possiólok del krai de Krasnodar, a Rússia. És a 9 km a l'est de Primorsko-Akhtarsk i a 120 km al nord-oest de Krasnodar. Pertany al khútor de Novopokrovski.